# 22 nm 공정
22 nm 공정(22 nm process)은 CMOS MOSFET 반도체 제조에서 32nm 이후의 공정 단계이다. 2008년 반도체 회사들이 RAM에 사용하기 위해 처음 선보였다. 2010년 도시바는 24nm 플래시 메모리 칩 출하를 시작했고, 삼성전자는 20nm 플래시 메모리 칩 양산을 시작했다. 22nm 공정을 사용한 최초의 소비자용 CPU는 2012년 4월 인텔의 아이비브리지 프로세서와 함께 출시되었다.
적어도 1997년 이후 "공정 노드"는 순전히 마케팅 목적으로 명명되었으며 집적 회로의 치수와는 아무런 관련이 없다. "22nm" 소자의 게이트 길이, 금속 피치 또는 게이트 피치 중 어느 것도 22나노미터가 아니다.
ITRS 2006 프론트 엔드 공정 업데이트는 등가 물리적 산화물 두께가 0.5nm(약 규소 원자 직경의 두 배) 이하로 축소되지 않을 것이며, 이는 22nm 노드에서 예상되는 값이라고 명시한다. 이는 CMOS 스케일링이 이 시점에서 벽에 부딪혔음을 나타내며, 잠재적으로 무어의 법칙을 방해할 수 있다.
20나노미터 노드는 22나노미터 공정을 기반으로 하는 중간 하프노드 다이 슈링크이다.
TSMC는 2014년 20 nm 노드 양산을 시작했다. 22nm 공정은 2014년 상용 14nm FinFET 기술로 대체되었다.

## 기술 시연
2008년 8월 18일, AMD, 프리스케일, IBM, ST마이크로일렉트로닉스, 도시바 및 나노스케일 과학 및 공학 대학 (CNSE)은 공동으로 22nm SRAM 셀을 개발 및 제조했다고 발표했다. 이 셀은 전통적인 6-트랜지스터 디자인으로 300mm 웨이퍼 상에 구축되었으며 메모리 셀 크기는 0.1 µm2에 불과했다. 이 셀은 액침 노광을 사용하여 인쇄되었다.
22nm 노드는 게이트 길이가 반드시 기술 노드 명칭보다 작지 않은 첫 번째 사례일 수 있다. 예를 들어, 22nm 노드에서는 25nm 게이트 길이가 일반적일 수 있다.
2009년 9월 22일 인텔 개발자 포럼 가을 2009에서 인텔은 22nm 웨이퍼를 시연하고 22nm 기술 칩이 2011년 하반기에 출시될 것이라고 발표했다. SRAM 셀 크기는 현재까지 보고된 가장 작은 크기인 0.092 µm2라고 한다.
2010년 1월 3일, 인텔과 마이크론 테크놀로지는 25nm NAND 장치 제품군 중 첫 번째 제품을 발표했다.
2011년 5월 2일, 인텔은 3-D FinFET 기술인 아이비브리지라는 코드네임의 첫 22nm 마이크로프로세서를 발표했다.
IBM의 파워8 프로세서는 22nm SOI 공정으로 생산된다.

## 출하된 장치
- 도시바는 2010년 8월 31일 24nm 플래시 메모리 NAND 장치를 출하하기 시작했다고 발표했다.[12]
- 2010년, 삼성전자는 20nm 공정을 사용하여 64 Gbit 낸드플래시 메모리 칩 양산을 시작했다.[13]
- 또한 2010년, SK하이닉스는 20nm 공정을 사용한 64 Gbit 낸드플래시 메모리 칩을 선보였다.[14]
- 2012년 4월 23일, 인텔 코어 i7 및 인텔 코어 i5 프로세서 기반의 인텔 아이비브리지 22nm 기술이 7 시리즈 칩셋용으로 전 세계적으로 판매를 시작했다.[15] 22nm 프로세서의 대량 생산은 6개월 이상 전에 시작되었으며, 2011년 10월 19일 전 인텔 CEO 폴 오텔리니가 확인했다.[16]
- 2013년 6월 3일, 인텔은 인텔 하스웰 마이크로아키텍처 기반의 인텔 코어 i7 및 인텔 코어 i5 프로세서를 22nm 트라이 게이트 FinFET 기술로 8 시리즈 칩셋용으로 출하하기 시작했다.[17] 인텔의 22nm 공정은 평방밀리미터당 1,650만 개(MTr/mm2)의 트랜지스터 밀도를 가지고 있다.[18]